# NMDA receptor

Schámatické zobrazení aktivovaného NMDAR. Glutamát je ve vazebném místě pro glutamát a glycin ve vazebném místě pro gylcin. Aosterická pozice, která moduluje funkci receptoru když se naváže ligand, není obsazena. NMDARs vyžaduje vazbu dvou molekul glutamátu nebo aspartátu a dvou molekul glycinu.

Na N-metyl-D-aspartát receptor (také známý jako NMDA receptor nebo NMDAR), je glutamátový receptor a iontový kanál (převážně Ca2+) v nervové buňce. NMDA receptor je jedním ze tří typů ionotropních glutamátových receptorů vedle  AMPA a kainátových receptorů. Aktivuje se, když se naváže glutamát a glycin (nebo D-serin) a umožní pozitivně nabitým iontům proudit skrz buněčnou membránu. NMDA receptor je důležitý pro regulaci synaptické plasticity a paměťové funkce.
NMDAR je specifický typ ionotropního glutamátového receptoru. Název NMDA receptoru pochází od zkratky názvu jeho agonisty N-methyl-D-aspartátu (NMDA), který se selektivně váže na NMDA receptor a nikoli na jiné glutamátové receptory. Aktivace NMDA receptorů vede k otevření iontového kanálu, který je neselektivní pro kationty s kombinovaným reverzním potenciálem okolo 0 mV. Při otevírání a zavírání iontového kanálu je především řízen navázáním ligandu, aktuální průtok přes iontový kanál je napěťově řízený. Extracelulární ionty hořčíku (Mg2+) a zinku (Zn2+) se mohou vázat na konkrétní místa na receptoru, a tím blokovat průchod ostatních kationtů přes otevřený iontový kanál. Depolarizace buňky uvolňuje a vypuzuje ionty Mg2+ a Zn2+ z pórů, což umožňuje napěťově řízený tok iontů sodíku (Na+) a malého množství vápníku (Ca2+) do buňky a draslíku (K+) ven z buňky.

Ca2+ tok přes NMDARs je považován za rozhodující v synaptické plasticitě, buněčného mechanismus pro učení a paměť. Otevírání a zavírání (gating) NMDA receptoru je komplexní. I přesto, že je to v první řadě ligandem řízený kanál, vykazuje i slabší napěťově závislou modulaci. Ligandové řízení vyžaduje spoluaktivaci dvou ligandů: glutamátu a dále buď D-serinu nebo glycinu. Napěťově závislý proud kanálem je způsoben především vazbou iontů Mg2+ nebo Zn2+ na protein.

Aktivita NMDA receptoru je ovlivněna mnoha psychoaktivními drogami, jako je fencyklidin (PCP), alkohol (ethanol) a dextromethorfanu (DXM). Anestetické a analgetické účinky léků typu ketamin a oxid dusný jsou způsobeny částečně také díky vazbě na NMDA receptory. Roku 1989 byl memantin uznán jako nekompetitivní antagonista NMDA receptoru, vstupující do kanálu receptoru po jeho aktivaci, a tím blokující tok iontů.
NMDA receptorové kanály hrají důležitou roli v synaptické plasticitě a synaptickém vytváření hlubší paměti, učení a formování neuronových sítí během vývoje v centrálním nervovém systému (CNS). Přehnaná aktivace receptoru způsobuje nadměrný příliv Ca2+ a může vést k excitotoxicitě, která je zahrnuta do některých neurodegenerativních poruch. Zablokování NMDA receptorů by proto mohlo být teoreticky užitečné v léčbě těchto onemocnění.
Nicméně hypofunkce NMDA receptorů (kvůli nedostatku glutathionu nebo z jiných příčin) způsobuje snížení synaptické plasticity a může mít i další negativní následky. Hlavním problémem využití antagonistů NMDA receptorů pro účely neuroprotekce je, že fyziologická aktivita NMDAR je nezbytná pro normální funkci neuronů. Úspěšné klinické použití těchto antagonistů by vyžadovalo blokaci pouze nadměrné aktivace bez zasahování do normální funkce.

## NMDA receptor

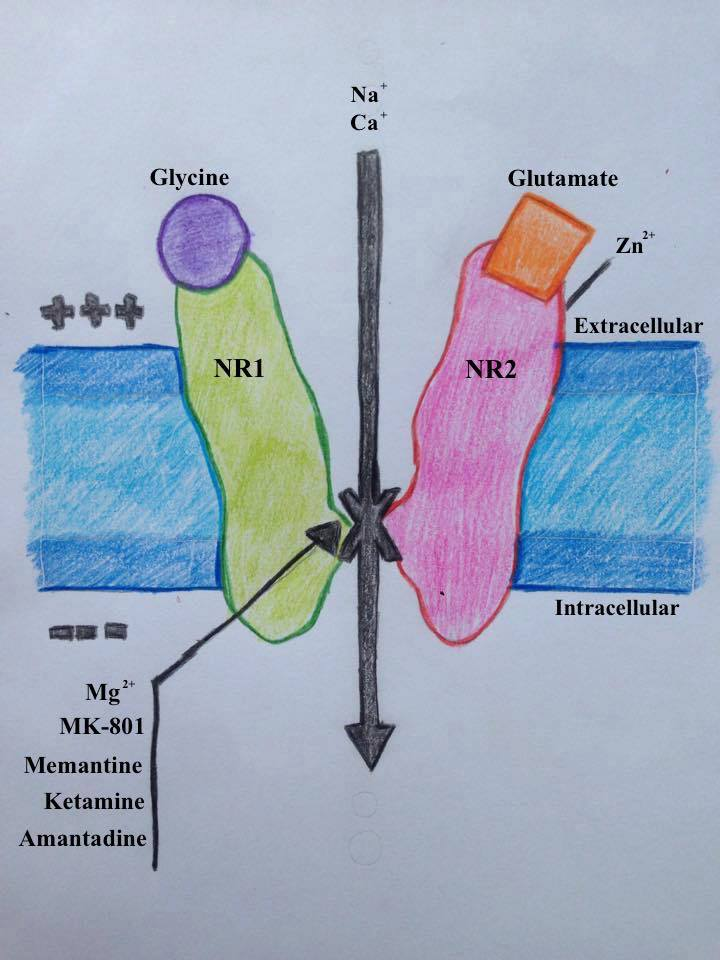
Obrázek 1: NR1/NR2B podjednotka

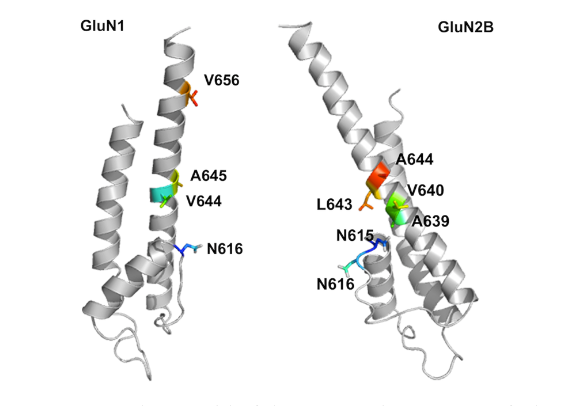
Obrázek 2: Transmembránové oblasti NR1 (vlevo) a NR2B (vpravo) podjednotek NMDA receptoru.

NMDAR je proteinový receptor sestávající z rec. pro glutamát a iontového kanálu a je aktivován navázáním glycinu a glutamátu. Receptor je heteromerický komplex, který spolupracuje s mnoha intracelulárními proteiny skrze tří různé podjednotky: NR1, NR2 a NR3. NR1 má osm různých podjednotek generovaných alternativním přepisem jednoho genu. K dispozici jsou čtyři různé NR2 podjednotky (A-D) plus NR3A a NR3B podjednotky. Šest samostatných genů kóduje NR2 a NR3. Všechny podjednotky mají společnou membránovou topologii, které dominuje velký extracelulární N-konec, oblast membrány zahrnující tři transmembránové segmenty: znovuvstupující pórovou smyčku (reentrant pore loop), extracelulární smyčku mezi transmembránovými segmenty, které nejsou strukturálně dobře známé, a intracelulární C-konec; které se liší velikostí v závislosti na podjednotce a poskytují mnoho míst pro interakce s mnoha intracelulárními proteiny. Obrázek 1 ukazuje základní strukturu NR1/NR2 podjednotek, které tvoří vazebné místo pro memantin, Mg2+, MK-801, ketamin a amantadin.

### Kinetika receptoru
Receptor působí tonickou anebo fázickou aktivací, za běžných okolností je glutamát rychle (cca 1ms) odstraněn ze synaptické štěrbiny transportéry, tj. fázická aktivace. Při prolongované přítomnosti dochází k tonické aktivaci s podstatně odlišnou biexponenciální kinetikou.
Následuje kalcium- a glycin-dependentní desenzitizace, tj. přechod do inaktivního stavu. Otevírání a desenzitizace je modulována mj. neurosteroidy (např. pregnenolon sulfát) nebo cholesterolem.
NMDA receptory hrají klíčovou roli v indukci LTP (long term potentiation, dlouhodobé potenciace receptorů), metabotropní efekt via druhý posel Ca2+ + detekce koincidencí (blokáda Mg2+ ) s určitými výjimkami, např. v hyppocampu , kde je non-NMDA-dependentní forma LTP.
Vliv na excitotoxicitu přes aktivaci receptorů s GluN2B pro-apoptotickou , potenciální využití ifenprodilu jako neuroprotektiva), zejména extrasynapticky a aktivace receptorů s GluN2A za fyziologických okolností je anti-apoptotická. Antagonisty jsou ketamin, fencyclidin, dizocilpin, AP5, ethanol, KYNA a memantin.